# Hugo Claus

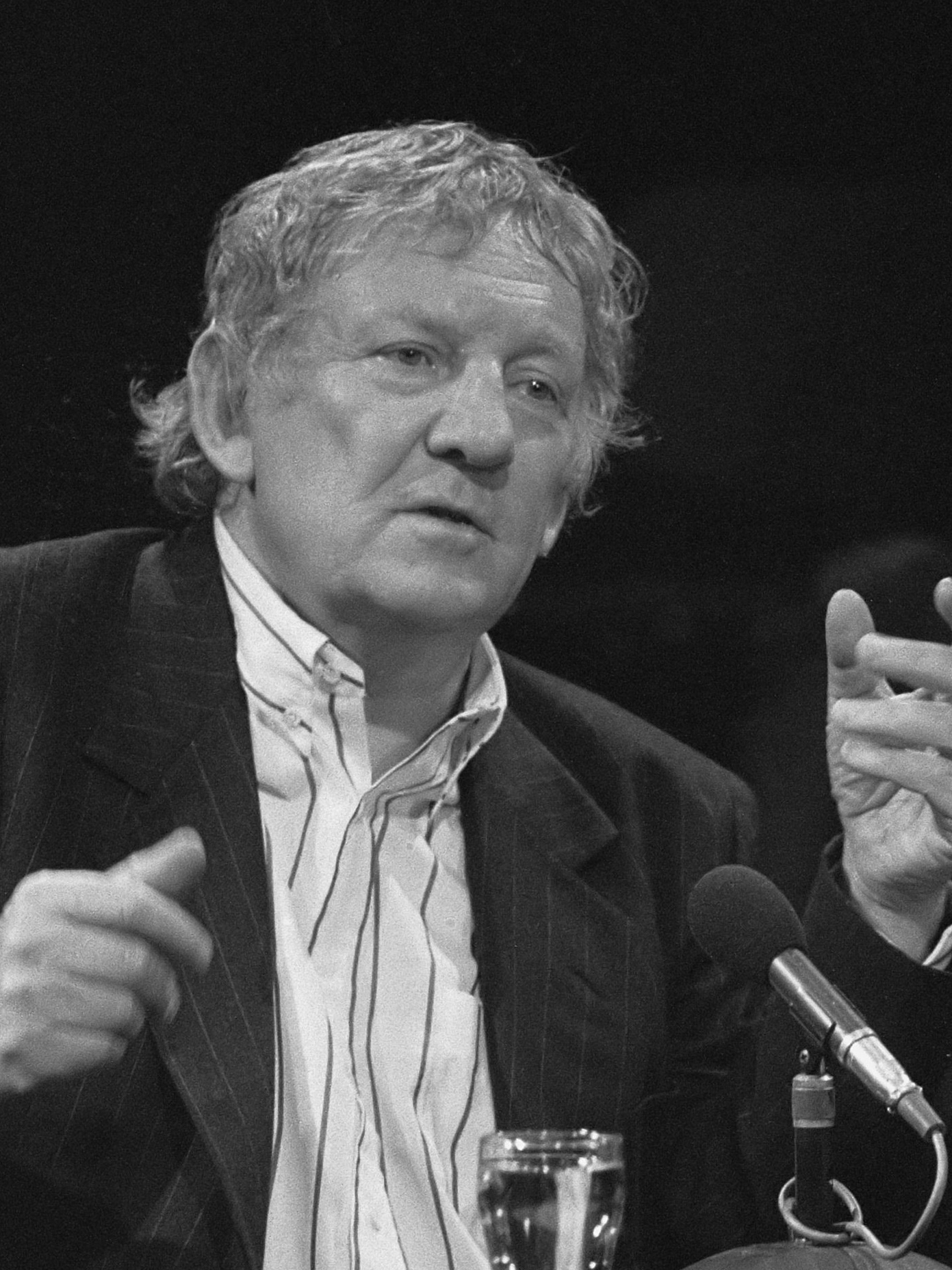
Hugo Claus im Vlaams Cultureel Centrum (1986)

Hugo Maurice Julien Claus (* 5. April 1929 in Brügge; † 19. März 2008 in Antwerpen) war ein belgischer Schriftsteller. Er trat auch als Maler, Dramatiker, Journalist, Lyriker, Librettist, Drehbuchautor, Übersetzer sowie als Film- und Fernsehregisseur hervor und gilt als der bedeutendste belgische Nachkriegsschriftsteller in niederländischer Sprache. Sein bekanntestes Werk ist der Bildungsroman Het verdriet van België (deutsch: Der Kummer von Flandern bzw. Der Kummer von Belgien).
Sein Tod führte zu einer erneuten öffentlichen Diskussion über die in Belgien legalisierte Sterbehilfe, da der an Alzheimer erkrankte Claus den Zeitpunkt seines Todes selbst bestimmt hatte.

## Leben

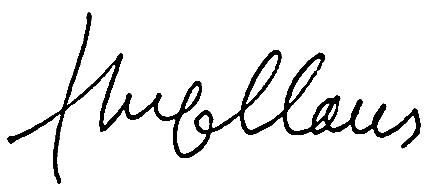
Signatur von Hugo Claus

Claus war der älteste Sohn einer flämischen Druckerfamilie. Von 1933 bis 1939 lebte er in einem katholischen Internat in Aalbeke. Anschließend besuchte er weiterführende Schulen, zunächst in Kortrijk, dann in Deinze. 1946 verließ Claus sein Elternhaus und belegte Kurse an der Genter Kunstakademie. 1949 wurde er zum Wehrdienst eingezogen und war u. a. bei der Zeitschrift Soldatenpost beschäftigt. Nach dem Wehrdienst begann seine schriftstellerische Karriere.
Claus heiratete 1955 zum ersten Mal, aus der Ehe ging 1963 der Sohn Thomas hervor. Von 1974 bis 1978 lebte er in Paris in zweiter Ehe mit der Schauspielerin Sylvia Kristel. 1975 wurde Sohn Arthur geboren. In dritter Ehe war Claus mit Veerle Claus-De Wit verheiratet.
Im Alter litt Claus an der Alzheimer-Krankheit. Im März 2008 machte er von der in Belgien legalisierten Sterbehilfe Gebrauch. Er starb in einem Antwerper Krankenhaus im Beisein seiner Frau und einer guten Freundin.
2018 präsentierte das BOZAR im Palais des Beaux Arts in Brüssel die Ausstellung Hugo Claus, Con Amore.

## Werk

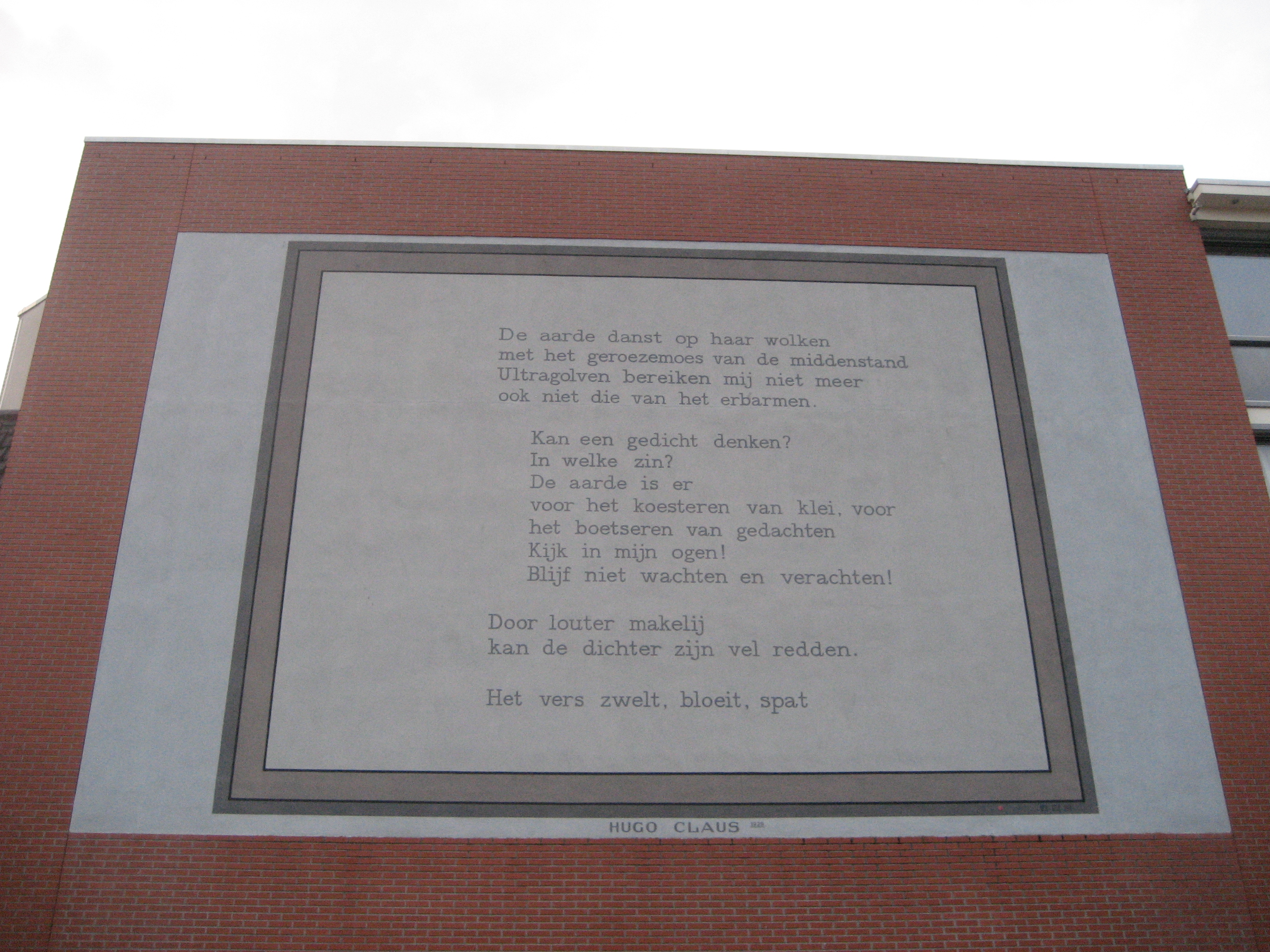
Gedicht von Claus in Leiden

Seinen ersten Erfolg konnte er 1950 mit dem Buch Die Metsiers feiern, das in Deutschland 1951 veröffentlicht wurde. Zu der Zeit ging er nach Paris, um sich als Maler zu versuchen. Anschließend veröffentlichte er mehrere Romane und lebte zeitweise in Italien, den USA und Mexiko. Im Jahr 1965 drehte er den Film Die Feinde, zu dem er auch den Roman und das Drehbuch geschrieben hatte. In den 1970ern produzierte er eine Fernsehsendung über Rubens.
1983 erschien sein heute bekanntestes Werk: Het verdriet van België. Das Buch ist ein Bildungs- und Familienroman und spielt in der Zeit des Zweiten Weltkriegs in Flandern. Ein Schwerpunktthema ist die flämische Kollaboration während der deutschen Besatzung. Das Werk lehnt sich an Claus’ eigene Lebensgeschichte an. Eine deutsche Übersetzung erschien erstmals 1986 als Der Kummer von Flandern (Übersetzer: Johannes Piron). 1994 verfilmte Claude Goretta den Roman als dreiteiligen Fernsehfilm, der 1995 auch in Deutschland ausgestrahlt wurde. 2008 erschien eine Neuübersetzung von Waltraud Hüsmert unter dem Titel Der Kummer von Belgien.
Claus verfasste über hundert literarische Werke, u. a. Gedichte, Erzählungen, Romane, Stücke, Libretti und Drehbücher. Sein Werk wurde mit mehr als vierzig Preisen geehrt. Seit seiner ersten Nominierung für den Literaturnobelpreis im Jahre 1992 galt er mehrfach als Anwärter für diese Auszeichnung.

## Auszeichnungen(Auswahl)
- 2004: Benennung eines Asteroiden nach ihm: (12381) Hugoclaus[6]
- 2003: Leipziger Buchpreis zur Europäischen Verständigung (Hauptpreis)
- 2001: Preis der Stadt Münster für Europäische Poesie
- 1994: VSB-Poesiepreis für De Sporen
- 1985: Cestoda-Preis

## Werke(Auswahl)
- Die Reise nach England. 1954
- Dantons dood (Übersetzung von Georg Büchners Dantons Tod) 1959
- De verwondering. (dt. Die Verwunderung) 1962
- Omtrent Deedee. Roman. (dt. Deedee betreffend) 1963
- Vrijdag. (dt. Freitag) 1969
- Het jaar van de kreeft. (dt. Das Jahr des Krebses) 1972
- Het verdriet van Belgie. Roman. 1983.

Der Kummer von Flandern. Dt. von Johannes Piron, Klett-Cotta,  Stuttgart 1986, ISBN 978-3-608-95364-0. Neuausgabe: Der Kummer von Belgien. Dt. von Waltraud Hüsmert. Klett-Cotta, Stuttgart 2016, ISBN 978-3-608-96037-2
- Omtrent dede. Roman. (Das Sakrament. Dt. von Rosemarie Still. 1989)
- De zwaardvis. Roman. (Der Schwertfisch. Dt. von Rosemarie Still. 1992)
- Het Verlangen. Roman. (Jakobs Verlangen. Dt. von Rosemarie Still.  1993)
- Die Leute nebenan. (dt. von Barbara Antkowiak, Alano, Aachen 1993, ISBN 3-89399-187-5.)
- Die Spuren. Ausgewählte Gedichte (dt. 1994)
- Belladonna. Roman. (dt. von Waltraud Hüsmert. 1996)
- De geruchten. Roman. (Das Stillschweigen. Dt. von Waltraud Hüsmert. 1998)
- Gedichte (dt. 2000)
- Onvoltooid verleden. Roman. (Unvollendete Vergangenheit. Dt. von Waltraud Hüsmert. 2001)
- Der Schlafwandler. Drei Geschichten. (dt. von Waltraud Hüsmert. 2002)

## Drehbücher
- 1958: Das Dorf am Fluß (Dorp aan de rivier)
- 1960: Das Messer (Het mes)
- 1966: Feuer auf der Haut (De dans van de reiger)
- 1967: Wechsel auf das Glück (Jeudi on chantera comme dimanche)
- 1972: C.A.T.S.
- 1975: Pallieter
- 1981: Menuett (Menuet)
- 1984: Der Löwe von Flandern (De Leeuw van Vlaanderen) – auch Regie
- 1987: Diary of a Mad Old Man
- 1987: Mascara
- 1989: Das Sakrament (Het sacrament)
- 1994: Der Kummer von Flandern (Le chagrin des Belges)